# Dulkadir
La dynastie beylicale turkmène d’Anatolie des Dulkadir, Dulkadirides ou Dhû l-Qâdirides a régné, à partir de 1337, sur le sud-est de l’Anatolie après le déclin des Seldjoukides de Roum, pour voir finalement son territoire incorporé à l’empire ottoman en 1522. Leur capitale était Maraş (Actuellement Kahramanmaraş) ou Elbistan. Le centre de leur territoire était la province turque actuelle de Kahramanmaraş aussi nommée Zulkadriyye dans les textes ottomans. Ce territoire s’est parfois étendu vers l’est jusqu’à Mossoul (Irak) et jusqu’à Kırşehir en Cappadoce vers l’ouest. Ce territoire joue le rôle d’un État tampon entre la puissance déclinante des Mamelouks d’Égypte et la puissance montante des Ottomans.

## Histoire
Le 26 juin 1243, à la bataille de Köse Dağ le sultan seldjoukide de Roum Kay Khusraw II subit une défaite sévère devant les armées mongoles menées par Baïdju. Les Seldjoukides du sultanat de Roum deviennent des vassaux des Mongols Houlagides. Après cette défaite, le sultanat de Roum décline. Vers 1307, le dernier sultan de Roum Ghiyâth ad-Dîn Mas`ûd décède sans héritier. C'est la fin du sultanat de Roum. En 1335 Abu Saïd Bahadur neuvième et dernier ilkhan indépendant meurt. Il n’y a plus de puissance dominante en Anatolie qui se trouve divisée en une vingtaine de beylicats plus ou moins éphémères et plus ou moins indépendants.

### Fondation de la dynastie
En 1337, un chef de clan turc nommé Zayn al-Dîn Qaraja prend Elbistan. Il est le fils de Dulkadir, nom arabisé en Dhu’l-Qadir qui donne son nom à la dynastie. Elbistan est un poste clé à l’entrée de la péninsule anatolienne ce qui confère son importance à cette dynastie. Qaraja est reconnu comme mandataire (nāʾīb) par le sultan mamelouk du fleuve An-Nâsir Muhammad. Pendant son règne sept sultans mamelouks se succèdent au Caire. Qaraja va tantôt  se soumettre aux Mamelouks, tantôt prendre ses distances. Il remporte quelques succès militaires, il prend quelques places fortes aux environs d’Alep. En 1348,  il s’attribue le titre de « Malik az-Zâhir ». En 1352, Bay Buga (ou BayBugha) gouverneur d’Alep appointé par les Mamelouks se révolte. Qaraja fait partie de ses alliés, mais devant l’avance d’une armée mamelouke venant d’Égypte, Qaraja trahit Bay Buga et s’enfuit trouver refuge dans un beylicat voisin. Bay Buga et Qaraja sont pris par les Mamelouks. Qaraja est tué au Caire à l’âge de quatre-vingt-trois ans le 11 décembre 1353. Pendant ce règne, les Ottomans connaissent une période de stabilité et d’expansion avec le long règne d’Orhan (1326-1359).

### Les successeurs
En 1353, Khalil, fils de Qaraja succède à son père pour un nouveau règne long de 33 ans. L’État ottoman continue de s’étendre en Anatolie sous  le règne de Murad Ier (1359-1389). Khalil Bey est tué à l’âge de quatre-vingt-seize ans en 1386.
Süli Bey, frère de Khalil lui succède pour un court règne : du 30 mai 1398 jusqu’au 2 septembre 1399.
Il a trois filles : l'aînée se marie avec Rahatoğlu Alaeddin Ali bey de Sivas, la cadette est mariée au cadi Burhaneddin Ahmed et la benjamine (Devlet Hatun) épouse le sultan ottoman Bayezid Ier en septièmes noces.  
En 1399, le fils de Khalil Bey, Mehmed Bey prend la succession pour un règne de 45 ans, jusqu’à sa mort à l’âge de soixante-dix-sept ans en 1443. En 1402, le sultan ottoman Bayezid Ier est vaincu par Tamerlan. Il décède et laisse l’État ottoman dans une situation instable qui dure jusqu’en 1413. Mehmed Bey doit alors se soumettre à l’autorité de Tamerlan. En 1403, Emine, fille de Mehmed Bey, épouse celui qui deviendra, dix ans après, le sultan ottoman  Mehmed Ier Çelebi. Une autre de ses filles épouse le sultan mamelouk Sayf ad-Dîn Jaqmaq (Cakmak). Mehmed Bey combat les beylicats voisins les Karamanides et de Ramazanides. En récompense les Mamelouks lui attribuent la ville de Kayseri. Pendant cette période le pouvoir change aussi en Égypte, les mamelouks burjites succèdent aux bahrites.
En 1443, Süleyman Bey, fils aîné de Mehmed Bey accède au pouvoir. Sa fille, la plus belle d’entre elles dit-on, Sitt Hatun, épouse le sultan ottoman Mehmed II Fatih,. Süleyman Bey est tué en 1454. Il  laisse quatre fils rivaux : Melik Arslan, Şahbudak, Şehsuvar et Alaüddevle Bozkurt. Ses autres fils sont morts avant lui.
En 1454, l’aîné, Melik Arslan succède à son père. En 1465, il est assassiné par son frère Şahbudak qui a le soutien des Mamelouks.
En 1467, Şahbudak est évincé par son autre frère Şehsuvar qui a pour lui le soutien de Mehmet II Fatih. Pour le sultan mamelouk Qaitbay, c’est un casus belli. En 1469, il envoie deux expéditions menées par son atabeg Azbak. Şehsuvar en sort vainqueur, il en profite pour commencer à envahir la Syrie. En 1471, une troisième expédition mamelouke est menée cette fois par Yashbak. Ce dernier va utiliser l’artillerie au cours des sièges. Şehsuvar ne possède que deux canons qu’il n’a pas l’occasion d’utiliser. Yashbak parvient à mettre en déroute les armées de Şehsuvar. En août 1472, Şehsuvar et est pris et ramené au Caire. Le prisonnier est écartelé et ses restes sont suspendus sur la porte Zawiya du Caire.
En 1472, Şahbudak reprend le trône dont il a été écarté en 1467. En 1480, il est renversé lui aussi à l’instigation de Mehmed II. Alaüddevle Bozkurt, son frère, le quatrième fils de Süleyman Bey, prend le pouvoir.

### Fin du beylicat
Le 12 juin 1515, Selim Ier remporte une victoire sur Alaüddevle Bozkurt, bey des Dulkadir, à la bataille du Mont Turna (Turna Dağ, près d’Elbistan). Alaüddevle Bozkurt meurt à l’âge de quatre-vingt-sept ans. Ali Bey, fils de Şehsuvar, lui succède. Il était gouverneur de Maraş, et reçoit des Ottomans, le titre de pacha. La principauté de Dulkadir est incorporée à l’empire ottoman.
Le 24 août 1516, la victoire de Selim Ier sur les Mamelouks à la bataille de Marj Dabiq aux environs d’Alep (Syrie), annonce la fin du beylicat de Dulkadir. Les Mamelouks sont écrasés par la supériorité des armées ottomanes. Le sultan mamelouk Qânsûh al-Ghûri est tué et le calife abbasside al-Mutawakkil III est fait prisonnier. Selim entre dans Alep le 28 août 1517. Le jour suivant les prières sont dites en son nom, le déclarant calife.
En 1522, sous le règne du sultan Soliman le Magnifique, `Ali, dernier Bey de la dynastie est exécuté. Néanmoins, jusqu’au XVIIe siècle, certains membres de la famille dulkadiride continuent à jouir de privilèges royaux. Maraş devient le siège du gouverneur de la province nommée Dhu’l-Qadriyya ou Zulkadriyye (eyalet de Dulkadir) jusqu’au milieu du XIXe siècle dans les documents ottomans.

## Héritage
- Mosquée Ulu dans le château de Kahramanmaraş, construite en 1496, par l’un des fils de Süleyman Bey.

## Dynastie

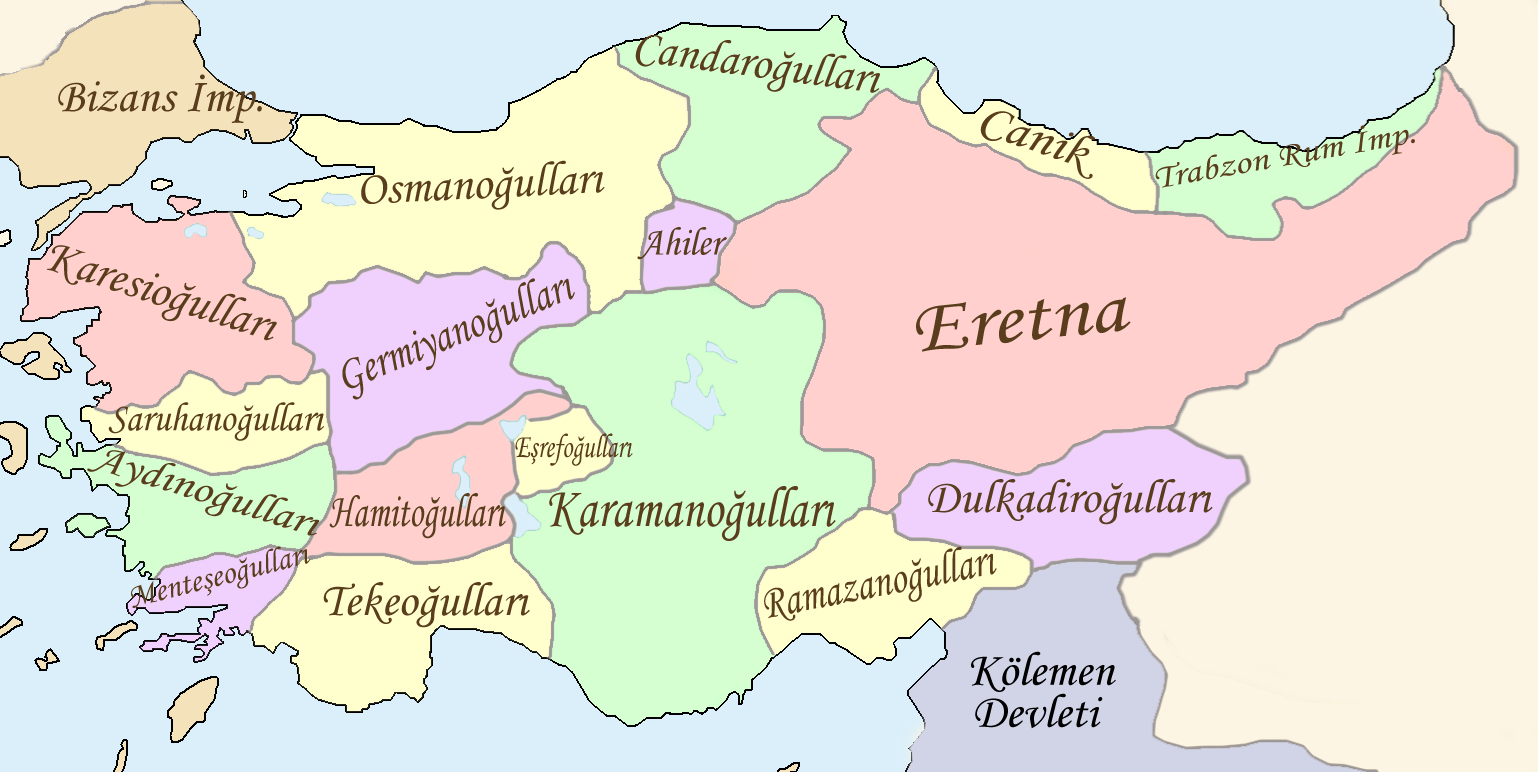
Les beylicats d’Anatolie formés après la bataille de Köse Dağ (26 juin 1243)

| 1337-09/1353 | Zeyneddin Ahmet Karaca | Zayn al-Dîn Qaraja    | Dhu’l-Qâdir |                             |
| 1353-1386    | Garseddin Halil        | Ghars al-Dîn Khalil   | Karaca      |                             |
| 1386-05/1398 | Şaban Süli (Sevli)     | Sha`bân Süli          | Karaca      |                             |
| 1398-09/1399 | Sadaka                 | Sadaka                | Süli        | bref règne                  |
| 1399-1442    | Nasireddin Mehmed      | Nâsir al-Dîn Muhammad | Halil       |                             |
| 1442-1454    | Süleyman               | Sulayman              | Mehmed      |                             |
| 1454-1465    | Melik Arslan           | Malik Arslan          | Süleyman    |                             |
| 1465-1467    | Şahbudak               | Shah Budak            | Süleyman    | premier règne               |
| 1467-1472    | Şehsuvar               | Shah Suwâr            | Süleyman    |                             |
| 1472-1480    | Şahbudak               | Shah Budak            | Süleyman    | second règne                |
| 1480-06/1515 | Alaüddevle Bozkurt     | `Alâ’al-Dawla Bozqurd | Süleyman    |                             |
| 1515-1522    | Ali                    | `Alî                  | Şehsuvar    | Annexion à l’empire ottoman |